# Mosaico de gladiador

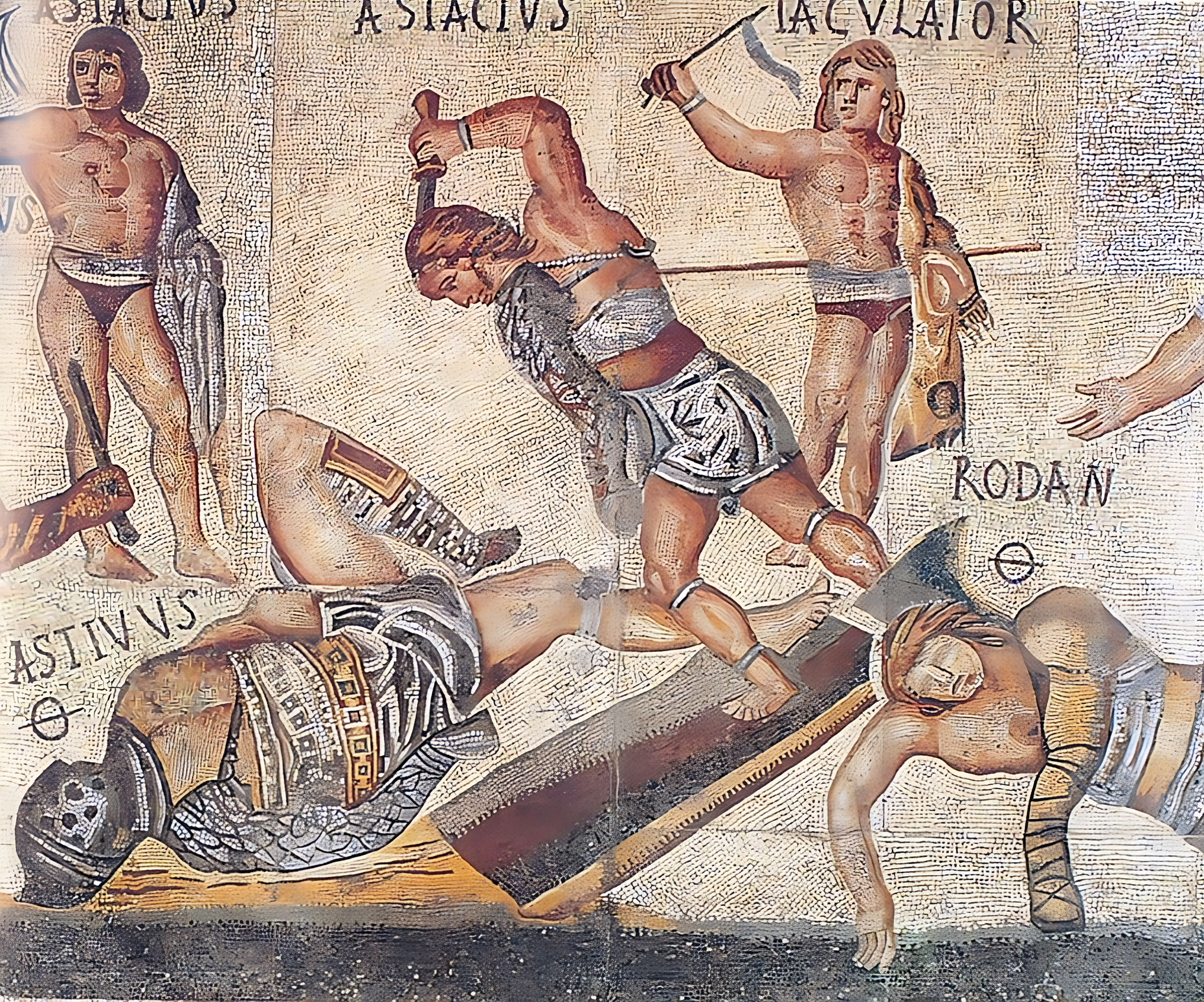
Detalle del mosaico de los Gladiadores.

El mosaico de gladiadores es un famoso conjunto de 5 mosaicos grandes de gladiadores y venatores y dos más pequeños. Los mosaicos datan de la primera mitad del siglo IV y están instalados actualmente en el Salón de la Galleria Borghese en Roma. Fueron descubiertos en 1834 en la finca Borghese en Torrenova, en la Via Casilina a las afueras de Roma. El príncipe Francesco Borghese Aldobrandini solicitó que se completaran las excavaciones. Se cree que decoraban un criptopórtico de un peristilo interior para una gran domus. Los mosaicos fueron retirados de las excavaciones y restaurados por Gaetano Ruspi y Filippo Scaccia en 1839. Estos paneles revitalizaron la Colección Borghese, que había disminuido tras la venta de gran parte de la colección a Napoleón I.

## Descripción

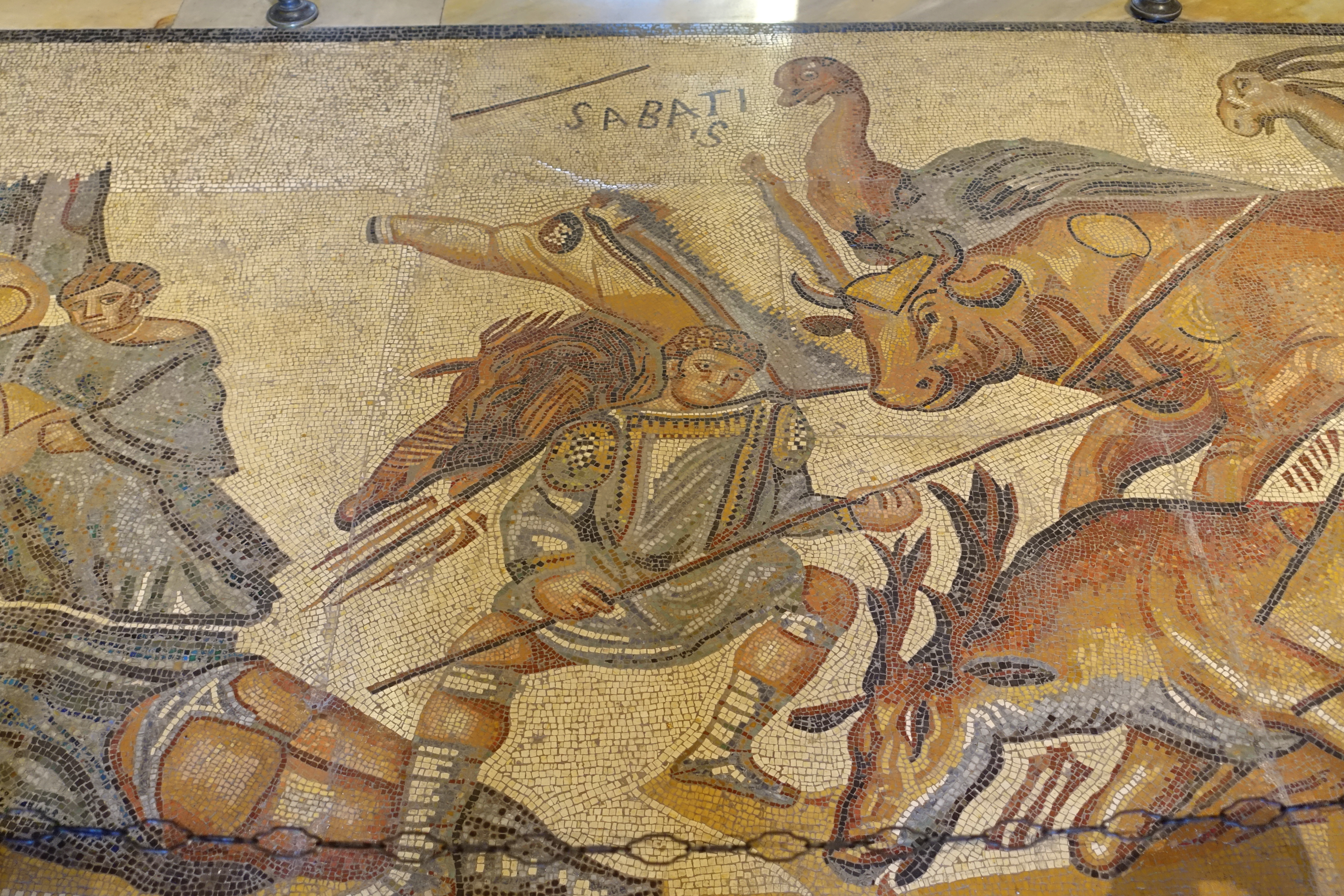
Detalle de la venatio con la inscripción Sabatius

El mosaico representa una única narración de munera y venationes similar a los actos de celebración que una persona adinerada acogía en su domus en aquella época. Estos eventos sustituyeron a los espectáculos públicos de la República tardía y Alto Imperio, durante los cuales se exaltaban las virtudes del patrocinador del evento. El nombre de muchos gladiadores aparece en una inscripción junto a la figura, algunos con la letra griega Θ, abreviatura de θάνατος "muerto", para los que murieron en combate, y otros con vic[it], abreviatura de la palabra latina por "vence", para los vencedores. Muchas de las figuras están representadas vistiendo túnicas y sublígaculas muy decoradas, adornadas con pequeños círculos o líneas de contraste, o mostradas con vetas de teselas grises para indicar el flujo de la prenda.
El panel 1 muestra a un grupo de siete hombres, de los cuales seis han sido heridos, enfrentados a un toro junto a una pareja de venatores enfrentados a un toro, un avestruz, un alce, un ciervo y un león, al que uno de los hombres atraviesa con una lanza. En este panel figura el nombre de Sabatius, aunque la figura está parcialmente destruida. El panel 2 muestra dos bestiarios junto con ocho panteras en dos niveles diferentes del mosaico, lo que indica profundidad. Bajo las figuras hay líneas que indican la arena. Uno de los bestiarius se identifica con el nombre de Melitio. La disposición de las figuras en este panel parece indicar restauraciones antiguas.

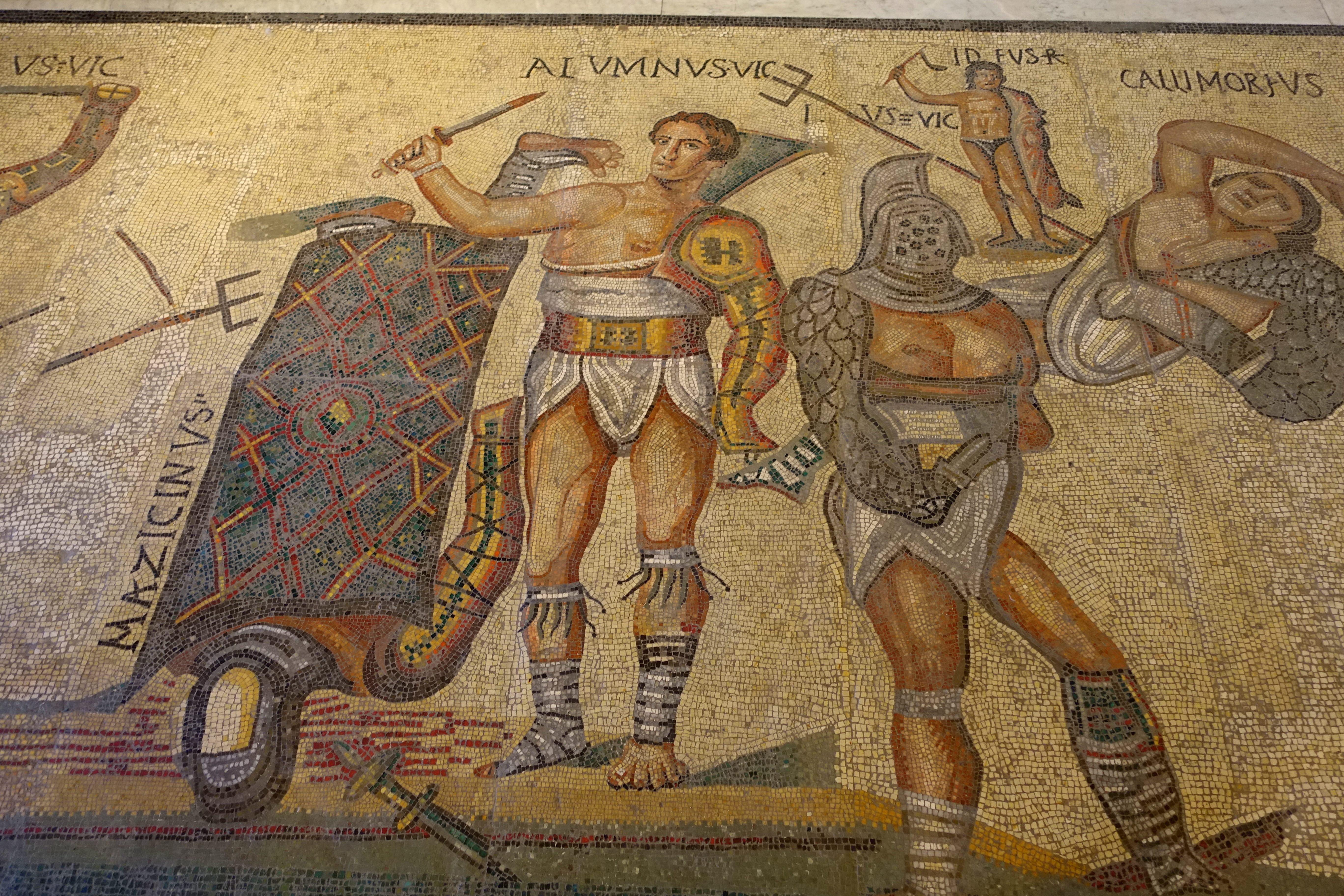
Detalle de la pelea de Mazicinus y Alumnus en el Panel 3

En el panel 3, el espectador puede ver cuatro parejas de gladiadores diferentes. Un secutor mata a una figura desaparecida, otro secutor, Mazicinus, es golpeado por el reciario Almunus, un hoplomachus hiere mortalmente al reciario, Callimorfus, y finalmente un gladiador más pequeño o incitador llamado Ideus, aparece en el registro superior. En el extremo derecho de este panel, dos parejas de bestiarios, uno de ellos llamado Serpeniius, luchan contra panteras. Este panel destaca por sus vívidas representaciones de los gladiadores. La escena de la lucha entre Alumnus y Mazicianus es muy decorativa. Alumnus aparece con una manga multicolor y un subligaculum sombreado con vetas grises blandiendo una daga que ha sido creada utilizando teselas rojas para la sangre. Mazicianus yace muerto bajo su escudo muy estilizado con una red de líneas rojas y amarillas. Callimorfus está artísticamente representado como herido de muerte en el pecho, dejando caer su daga con una expresión de dolor en el rostro, mientras el victorioso hoplomachus, cuyo nombre sólo se conserva con un "-us", se eleva sobre él.
En el panel 4, aparecen cuatro parejas de gladiadores luchando con tres incitatores. La función del incitator es animar a los luchadores esclavizados que no participan en el sangriento combate que se espera de ellos. A la izquierda del panel, Licentious asesta un golpe mortal a Purpureus con un incitator más pequeño vestido con un taparrabos rojo debajo de ellos. El siguiente combate es entre el retiarius Entinus y el secutor Baccibus bajo un tridente horizontal. El incitador Astacius levanta un látigo y se sitúa entre Baccibus y la siguiente pareja de gladiadores. Astivus, el hoplomachus, yace en el suelo mientras el retiarius Astacius se sitúa sobre él a punto de infligir el golpe mortal. El tercer incitador, Iaculator, se sitúa entre Astacius y un brazo fragmentado que se cierne sobre el gladiador muerto Rodan. Rocchetti señala que estas parejas de gladiadores son ejemplos de "expresionismo" romano en contraste con la idea tardohelénica de "belleza ordenada", como las que se encuentran en las escenas de batallas.

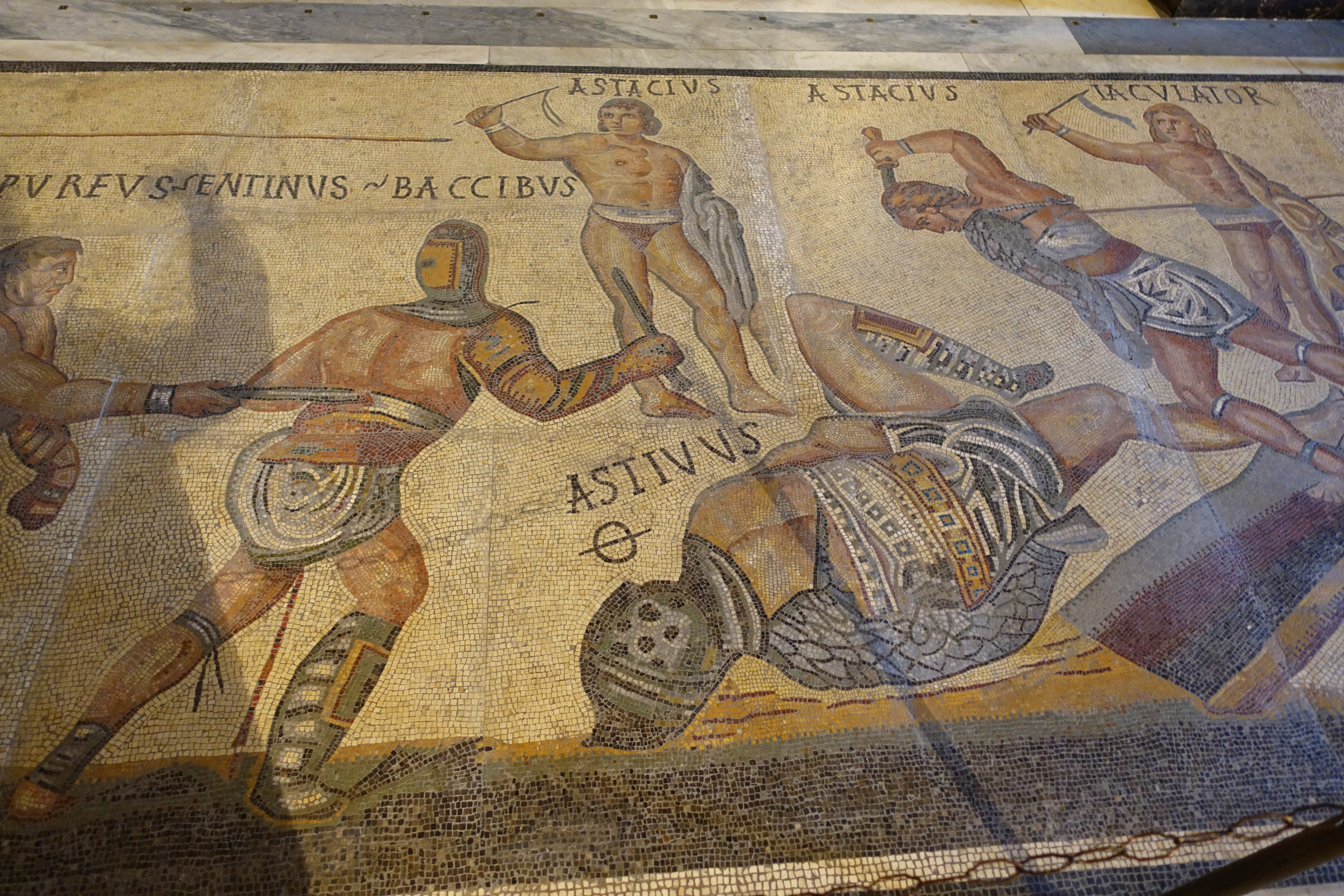
Detalle del combate entre Astivus y Astacius

En el Salón de Mariano Rossi también se expone un pequeño panel encontrado junto a los de mayor tamaño. Muestra sólo una cabeza con gálea de perfil bajo el nombre de Iaculator. Es posible que se trate de un fragmento de otro panel que ya no se conserva. Podría estar relacionado con el incitator del panel 4.
El panel 6, que actualmente no aparece en el sitio web de la Galleria Borghese, muestra tres parejas de gladiadores, un incitador y un solo gladiador. Es objeto de una campaña de recaudación de fondos para su restauración por la Galleria Borghese. La primera pareja de combatientes es la formada por Talamonius y Aurius, dos retiarii en los que Talamonius sale victorioso y puede verse una Θ junto a la cabeza de Aurius. Encima de los dos retiarii hay otra pareja de gladiadores, el retiarius Cupido aparece tendido en el suelo muerto, mientras que el secutor Bellefrons ha soltado su escudo y está asestando el golpe mortal. El siguiente gladiador, llamado Melea, se ha quitado el casco y levanta una larga daga mientras se arrodilla junto a un secutor caído que está estirado lejos de él, aparentemente derrotado por su combate con Melea. Le sigue una figura más pequeña, Eliacer, que sujeta las riendas de un caballo parcialmente conservado. Por último, Pampineo está fuertemente armado al estilo de los hoplomachus.

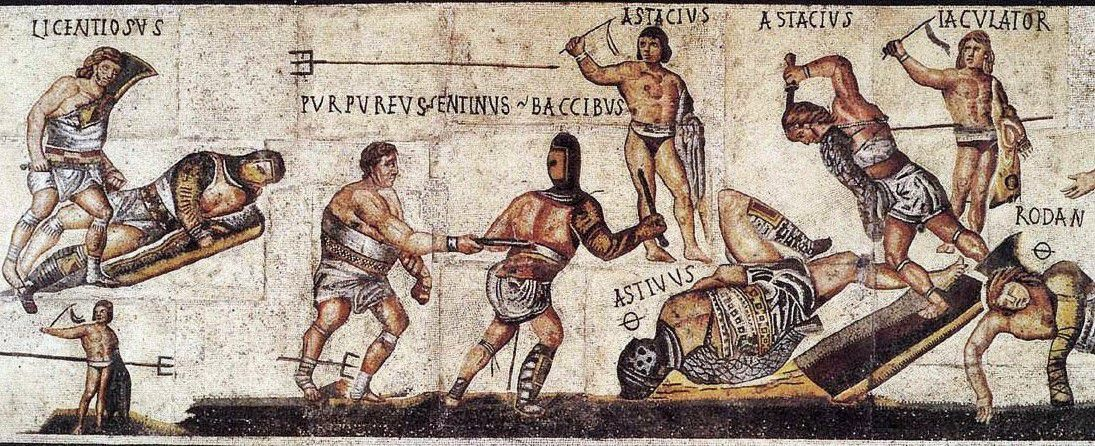
Panel 4 del Mosaico Gladiador

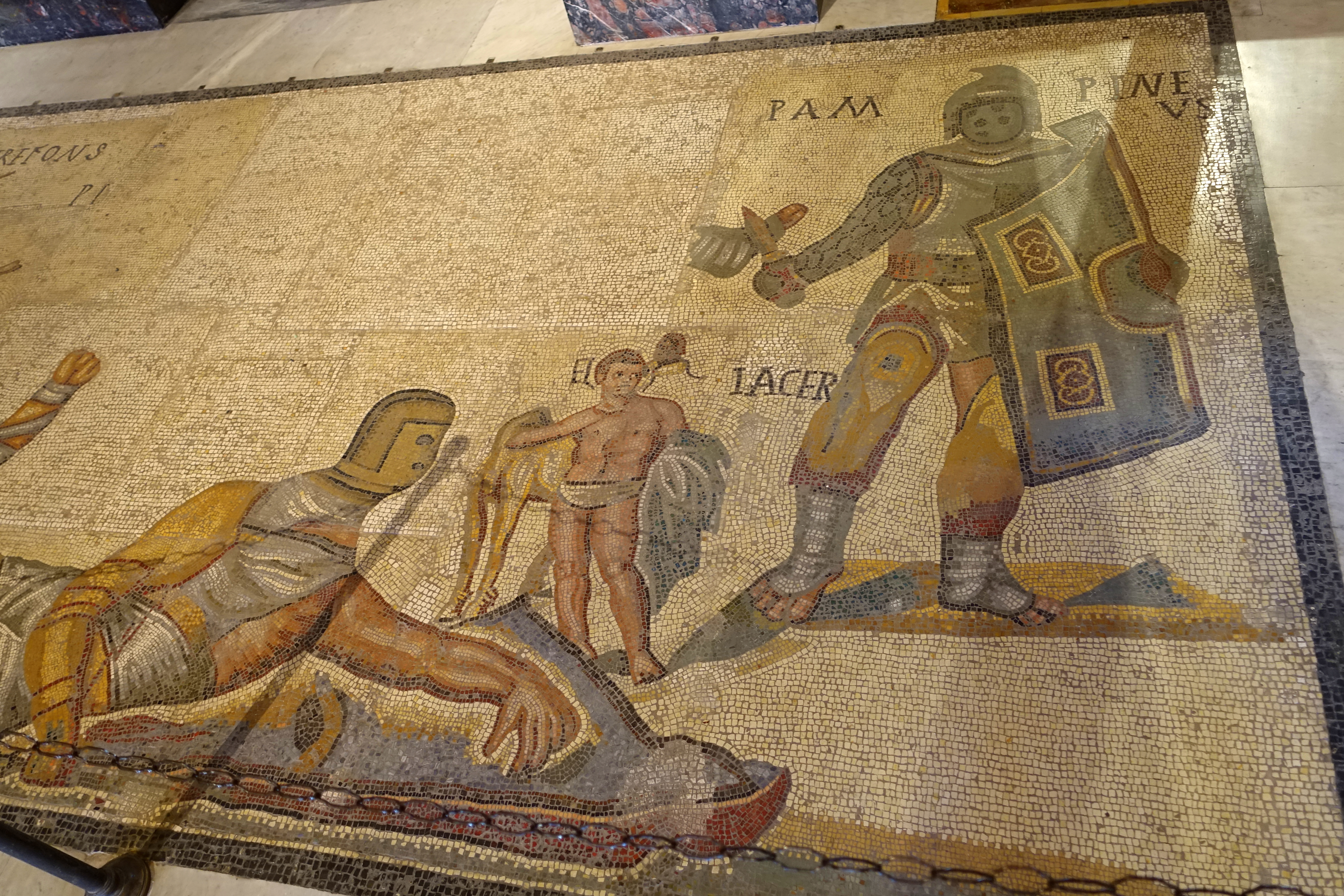
Panel 6 del Mosaico Gladiador

Estilísticamente, el mosaico comparte elementos decorativos y temas similares a otras obras de arte de los siglos III y IV. La variedad de escenas de caza y lucha unidas en una única narración continua es similar a la del suelo de mosaico encontrado en una domus del siglo III y IV monte Aventino. Las túnicas de los venatores son similares a las que usan los cazadores en el mosaico de caza del jabalí de Villa Romana del Casale en Piazza Armerina. Mientras que el diseño geométrico del hombro de la túnica de Melitio es similar al de los hombres que cazan un rinoceronte en los mosaicos de la Piazza Armerina.

## Inscripción
La inscripción figura como CIL VI 10206 . El // separa dos textos diferentes en el mismo mosaico mientras que el [ ] indica que falta una inscripción.
- Panel 1: Sabacio
- Panel 2: Melitio
- Panel 3: [---]us vic(it)// Mazicinus/ Alumnus vic(it)// Ideus r(e)t(iarius)// Callimorfus/ Mazicinus// [---]us vic(it) / Calimorfo// Serpeneo
- Panel 4: Licentiosus/ [------]// Purpureus/ Entinus/ Baccibus// Astacius// Astacius/ Astivus ∅// Iaculator// [------]/ Rodan[---] ∅
- Panel 5: Iaculador
- Panel 6  : Talamonius/ Aureus ∅// Cupido ∅ / Bellerefons// [------]/ Pampineus// PI[---]// Arius// Eliacer// Melea[ger(? )]/ [------][15]

### Citas
1. 1 2  Rocchetti, Luigi (1961). «Il mosaico con scene d'arena al Museo Borghese». Rivista dell'Istituto Nazionale d'Archeologia e Storia dell'arte: 111.
2. 1 2  Coliva, Anna; Fiore, Kristina; Moreno, Paolo (2004). The Borghese Gallery. Milan: Touring Club Italy. p. 60. ISBN 8836519466.
3. ↑  Canina, L. (1834). «Scavi all'Agro Romano». Bullettino dell'Instituto di Corrispondenza Archeologica: 134-136.
4. 1 2 3  Ciccarello, Giulia. «Mosaico Pavimentale con Gladiatori e Cacciatori». Collezione Galleria Borghese. Consultado el 10 de enero de 2023.
5. 1 2 3  Ciccarello, Giulia. «Mosaico Pavimentale con Gladiatori e Cacciatori Panel 4». Collezione Galleria Borghese. Galleria Borghese. Consultado el 14 de septiembre de 2022.
6. ↑  Coliva, Anna; Fiore, Kristina; Moreno, Paolo (2004). The Borghese Gallery. Milan: Touring Club Italy. p. 13. ISBN 8836519466.
7. 1 2 3  Ciccarello, Giulia. «Mosaico Pavimentale con Gladiatori e Cacciatori Panel 2». Collezione Galleria Borghese. Consultado el 10 de enero de 2023.
8. ↑  Sparreboom, A (2016). «Venationes Africanae: Hunting spectacles in Roman North Africa: cultural significance and social function». UvA-DARE (Digital Academic Repository): 162.
9. ↑  Rocchetti, Luigi (1961). «Il mosaico con scene d'arena al Museo Borghese». Rivista dell'Istituto Nazionale d'Archeologia e Storia dell'arte: 79-97.
10. 1 2 3  Ciccarello, Giulia. «Mosaico Pavimentale con Gladiatori e Cacciatori Panel 3». Collezione Galleria Borghese. Consultado el 10 de enero de 2023.
11. ↑  Ciccarello, Giulia. «Mosaico Pavimentale con Gladiatori e Cacciatori Panel 5». Collezione Galleria Borghese. Consultado el 10 de enero de 2023.
12. ↑  «HELP US RESTORE THE 4TH CENTURY ROMAN MOSAICS THROUGH A NEW FUNDRAISER». Collezione Galleria Borghese. Consultado el 11 de enero de 2023.
13. ↑  Rocchetti, Luigi (1961). «Il mosaico con scene d'arena al Museo Borghese». Rivista dell'Istituto Nazionale d'Archeologia e Storia dell'arte: 88-91.
14. ↑  Blake, Marion Elizabeth (1940). «Mosaics of the Late Empire in Rome and Vicinity». Memoirs of the American Academy in Rome: 118. Consultado el 10 de enero de 2023.
15. ↑  «CIL VI.10206». Epigraphik-Datenbank Clauss / Slaby. Consultado el 10 de enero de 2023.